# Wolfsberg (Sangerhausen)
Wolfsberg is een plaats in de Duitse deelstaat Saksen-Anhalt, en maakt sinds 1 oktober 2005 deel uit van de stad Sangerhausen in de Landkreis Mansfeld-Südharz.

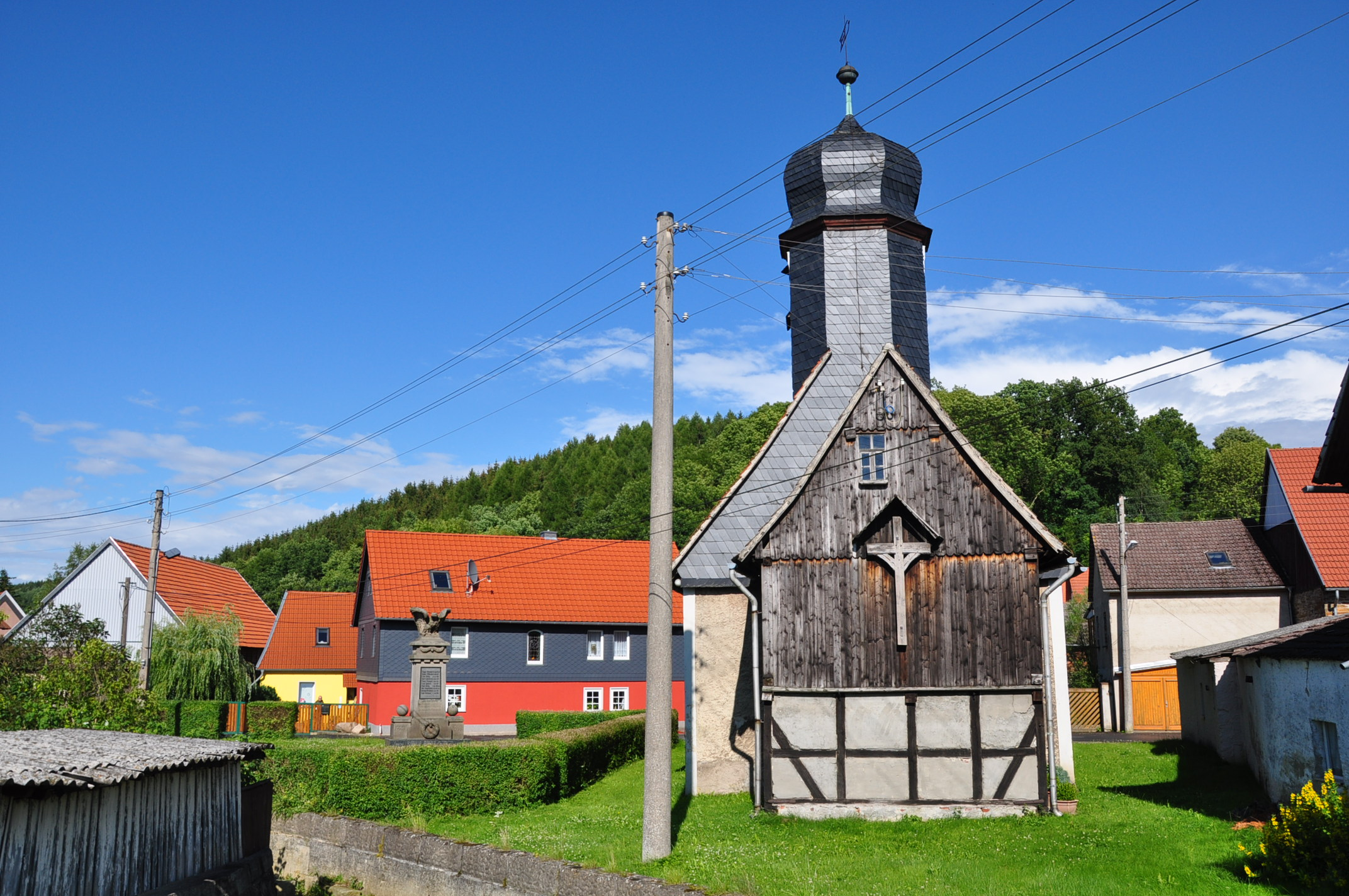
Dorpskern met kerk

Wolfsberg telt 168 inwoners.